# Malgerio Sorel
Malgerio Sorel (Alife, 1200 circa – Caserta?, 1260 circa) è stato un monaco cristiano italiano.

## Biografia
Malgerio Sorel, detto il giovane, normanno di origine, fu feudatario di Alife, Sesto Campano, Mignano Monte Lungo, Torcino e Sant'Agata de' Goti, tutte terre comprese nella regione storica di Terra di Lavoro, corrispondente in parte all'attuale provincia di Caserta.
Malgerio il giovane inizia la carriera monastica dopo la caduta in disgrazia per la partecipazione alla congiura antimperiale di Capaccio. Con il consenso anche della moglie, dalla quale non ebbe alcun figlio, riparò all'interno dell'Abbazia della Ferraria, all'interno delle mura della città di Vairano Patenora. La sua frequentazione con l'imperatore Federico II di Svevia, del quale divenne falconiere, fu dovuta a un incontro avuto con lo stesso imperatore che portò il monaco-feudatario nella ristrettissima cerchia dei fedeli del Sovrano. 
Si dice che al funerale di Malgerio Sorel partecipò anche San Pietro da Morrone, suo confratello, che diverrà poi papa con il nome di Celestino V: tale evento sarebbe testimoniato da un affresco rinvenuto all'interno dell'abbazia di Vairano Patenora.